# Cuthbert Strachan Butchart
Cuthbert Strachan Butchart (* 1876 in Carnoustie, Schottland; † 1955 in Ossining, New York) war ein schottischer Profi-Golfspieler, einer der ersten professionellen Golflehrer, ein bekannter Golfschlägerhersteller und Golfplatzarchitekt.

## Leben
Butchart war ein Zwillingssohn des Golfschlägermachers John Butchart. In seinem Heimatort erlernte er bei Robert Simpson das Handwerk des Schlägermachens. Schon als Heranwachsender wurde er Profi-Golfspieler. Zunächst ging er für ein Jahr nach Royal Mid Surrey, dann lebte er in Montrose, spielte dort im Mercantile-Club und machte sich als Schlägermacher selbständig, allerdings zunächst erfolglos. Danach arbeitete er in North Berwick und leitete in Barnton (Edinburgh) die Fabrik „Forth Rubber Company“.
Von 1893 bis 1901 arbeitete er als Pro im Pollok Club in Glasgow. 1901 bekam er als 25-Jähriger eine Anstellung als Golflehrer im Royal County Down in Nordirland, wo er bis 1905 blieb. Anschließend ging er zum Highgate Club in London und gründete die „London Golf Supply Company“, aus der die „Butchart's Golf Company“ wurde. Doch 1907 ging die Firma in Liquidation und er musste wieder als Club-Profi um London herum arbeiten, in Bleakdown (West Byfleet), West Hill, wo er zuvor den Platz anlegen musste, und Stanwell Place bei Stanwell (Middlesex), bis er schließlich 1911 nach Berlin-Westend als Golfcoach zum Berlin Golf Club ging, einem der ersten Golfclubs in Deutschland (gegründet 1895). In Deutschland, entwarf er mehrere Golfplätze, u. a. 1911 den Golfplatz Bad Kissingen.
Zu Beginn des Ersten Weltkrieges kam er als Kriegsgegner ins Engländer-Internierungslager auf der früheren Trabrennbahn in Berlin-Ruhleben, wo er bald für die Sanitäranlagen und die allgemeine Hygiene verantwortlich war. Nach Kriegsende arbeitete Butchart von 1919 bis 1920 wieder in Berlin.
Schließlich wanderte er 1920 im Alter von 44 Jahren über Ellis Island in die USA aus. Dort arbeitete er als Professional für den Biltmore Country Club in Westchester, New York, und war Gesellschafter der Firma „Butchart-Nicholls Co. Inc.“ für Golfausrüstung in Glenbrook (Connecticut). The New York Times bezeichnete ihn in einem Artikel vom 3. April 1921 als „one of the best known golf club makers of Europe“ (einen der bekanntesten Golfschläger-Hersteller Europas).